# Valdemoro de San Pedro Manrique
Valdemoro de San Pedro Manrique es una localidad española, hoy día deshabitada, del municipio de San Pedro Manrique, perteneciente a la provincia de Soria, en la comunidad autónoma de Castilla y León.

## Geografía
Pueblo del partido judicial de Soria, a la comarca de Tierras Altas y al municipio de San Pedro Manrique. Para la administración eclesiástica de la Iglesia católica, forma parte de la diócesis de Osma la cual, a su vez, pertenece a la archidiócesis de Burgos. En el siglo XIX se mencionan los «buenos montes de encina y roble» existentes en el término.

## Historia
Para la administración eclesiástica, la localidad pertenecía a la diócesis de Calahorra, y al partido judicial de Ágreda para la administración de justicia. Hacia mediados del siglo XIX, el lugar, por entonces con ayuntamiento propio, tenía contabilizada una población de 148 habitantes. La localidad aparece descrita en el decimoquinto volumen del Diccionario geográfico-estadístico-histórico de España y sus posesiones de Ultramar de Pascual Madoz de la siguiente manera:

VALDEMORO: l. con ayunt. en la prov. de Soria (7 leg.), part. jud. de Agreda (7), aud. terr. y c. g. de Búrgos, dióc. de Calahorra (8). sit. entre varios cerros de la sierra de Ayedo de Enciso, y combatido principalmente de los vientos del N.; su clima es frio y las enfermedades mas comunes, las agudas: tiene 39 casas: la consistorial que sirve de cárcel; una igl. (San Juan Bautista), aneja de la de Sta. Maria de San Pedro Manrique: confina el térm. con los de Poyales, Armejun, Bea y Buimanco; dentro de él se encuentran varias fuentes de esquisitas y abundantes aguas: el terreno es escabroso y de mediana calidad, comprende buenos montes de encina y roble: caminos: los locales, en mal estado por la aspereza del terreno: correo: se recibe y despacha en San Pedro Manrique: prod.: centeno, cebada, avena, lentejas y otras legumbres, leñas de combustible y buenos pastos, con los que se mantiene ganado lanar y cabrio; hay caza de perdices y liebres: ind.: la agrícola y recriacion de ganados. comercio: esportacion de ganados y lana, é importacion de los art. que faltan. pobl.: 37 vec., 148 alm. cap. imp.: 11,207 rs. 6 mrs.
(Madoz, 1849, p. 280)

Hasta la reforma de la nomenclatura municipal de 1916 el municipio se llamaba simplemente Valdemoro. En dicha fecha su nombre fue modificado por el de Valdemoro de San Pedro Manrique.

## Demografía
| Gráfica de evolución demográfica de Valdemoro de San Pedro Manrique entre 1842 y 1940 |
| |
| Población de derecho según los censos de población del INE Población de hecho según los censos de población del INEEn estos censos se denominaba Valdemoro: 1842, 1857, 1860, 1877, 1887, 1897, 1900 y 1910 Entre el censo de 1950 y el anterior, este municipio desaparece porque se integra en el municipio 42621 (Vea) |